# La Primera Edad
La Primera Edad fue una revista editada en la ciudad española de Madrid entre 1873 y 1875.

## Descripción
La revista, dirigida a un público infantil, nació al calor del éxito que había tenido Los Niños y se editó entre los años 1873 y 1875 con una periodicidad mensual. Entre sus firmas figuraron las de Robustiana Armiño, Antonio Arnao, Ildefonso Antonio Bermejo, Luisa Escudero, Dolores Frías Salazar, Carlos Frontaura y Vázquez, Teodoro Guerrero, Pedro Domingo Montes y Formoso, Manuel Joaquín Pascual, Francisco Rovira y Aguilar, José Francisco Sanmartín y Aguirre, Emilia Serrano de Wilson, Pedro Jesús Solas, Eduardo Thuiller y Francisco del Villar y Bustos.